# Triple saut féminin aux championnats du monde d'athlétisme 2023
Pour des articles plus généraux, voir Championnats du monde d'athlétisme 2023 et Triple saut aux championnats du monde d'athlétisme.
Navigation
Eugene 2022 Tokyo 2025
L'épreuve du triple saut féminin des championnats du monde de 2023 se déroule les 19 et 21 août 2023 au sein du Centre national d'athlétisme à Budapest, en Hongrie.

## Mimimas
La période de qualification est comprise entre le 31 juillet 2022 et le 30 juillet 2023. Le minima de qualification est fixé à 14,52 m.

## Résultats

### Qualifications
Qualification : 14,30 ou les 12 meilleures sauteuses se qualifient pour la finale.
| Rang | Groupe | Athlète                | Pays        | Essais  | Essais  | Essais  | Marque  | Notes |
| Rang | Groupe | Athlète                | Pays        | 1       | 2       | 3       | Marque  | Notes |
| ---- | ------ | ---------------------- | ----------- | ------- | ------- | ------- | ------- | ----- |
| 1    | A      | Shanieka Ricketts      | Jamaïque    | 14,67 m |         |         | 14,67 m | Q, SB |
| 2    | B      | Thea LaFond            | Dominique   | x       | 14,62 m |         | 14,62 m | Q, NR |
| 3    | B      | Yulimar Rojas          | Venezuela   | 14,59 m |         |         | 14,59 m | Q     |
| 4    | A      | Maryna Bekh-Romanchuk  | Ukraine     | 14,55 m |         |         | 14,55 m | Q     |
| 5    | A      | Leyanis Pérez          | Cuba        | 14,50 m |         |         | 14,50 m | Q     |
| 6    | A      | Keturah Orji           | États-Unis  | x       | 14,33 m |         | 14,33 m | Q     |
| 7    | B      | Liadagmis Povea        | Cuba        | 14,05 m | 14,31 m |         | 14,31 m | Q     |
| 8    | B      | Kimberly Williams      | Jamaïque    | 14,30 m |         |         | 14,30 m | Q, SB |
| 9    | A      | Ottavia Cestonaro      | Italie      | 13,74 m | 14,20 m | 13,97 m | 14,20 m | q, SB |
| 10   | B      | Dariya Derkach         | Italie      | x       | 14,15 m | 13,95 m | 14,15 m | q     |
| 11   | A      | Jasmine Moore          | États-Unis  | 14,01 m | 13,90 m | 14,13 m | 14,13 m | q     |
| 12   | B      | Tori Franklin          | États-Unis  | x       | 14,13 m | 14,00 m | 14,13 m | q     |
| 13   | A      | María Vicente          | Espagne     | 13,72 m | 13,57 m | 14,13 m | 14,13 m |       |
| 14   | A      | Tuğba Danışmaz         | Turquie     | 13,86 m | x       | 14,11 m | 14,11 m |       |
| 15   | A      | Elena Taloș            | Roumanie    | x       | x       | 14,06 m | 14,06 m | =SB   |
| 16   | B      | Maja Åskag             | Suède       | 13,78 m | 13,98 m | 13,85 m | 13,98 m |       |
| 17   | B      | Ackelia Smith          | Jamaïque    | 13,95 m | 13,79 m | 13,63 m | 13,95 m |       |
| 18   | A      | Kristiina Mäkelä       | Finlande    | 13,64 m | x       | 13,88 m | 13,88 m |       |
| 19   | A      | Ruta Lasmane           | Lettonie    | x       | 13,77 m | 13,87 m | 13,87 m |       |
| 20   | A      | Dovilė Kilty           | Lituanie    | 13,76 m | 13,87 m | x       | 13,87 m |       |
| 21   | B      | Adrianna Laskowska     | Pologne     | 13,69 m | 13,66 m | 13,51 m | 13,69 m |       |
| 22   | B      | Diana Ion              | Roumanie    | x       | 13,58 m | 13,66 m | 13,66 m |       |
| 23   | B      | Gabriele Santos        | Brésil      | 13,34 m | x       | 13,66 m | 13,66 m |       |
| 24   | A      | Sharifa Davronova      | Ouzbékistan | 13,66 m | 13,17 m | 13,22 m | 13,66 m |       |
| 25   | A      | Neja Filipič           | Slovénie    | 13,24 m | 13,58 m | 13,64 m | 13,64 m |       |
| 26   | A      | Mariko Morimoto        | Japon       | x       | x       | 13,64 m | 13,64 m |       |
| 27   | A      | Kira Wiittmann         | Allemagne   | x       | 13,64 m | x       | 13,64 m |       |
| 28   | B      | Eva Pepelnak           | Slovénie    | 13,29 m | 13,47 m | 13,60 m | 13,60 m |       |
| 29   | B      | Charisma Taylor        | Bahamas     | 13,37 m | 12,17 m | 13,51 m | 13,51 m |       |
| 30   | B      | Senni Salminen         | Finlande    | 12,67 m | 13,26 m | 13,50 m | 13,50 m |       |
| 31   | A      | Véronique Kossenda Rey | Cameroun    | 13,21 m | 13,39 m | 13,20 m | 13,39 m |       |
| 32   | B      | Mariya Siney           | Ukraine     | x       | 13,38 m | 13,09 m | 13,38 m |       |
| 33   | B      | Aina Griksaite         | Lituanie    | x       | 13,31 m | 13,36 m | 13,36 m |       |
| 34   | B      | Maoko Takashima        | Japon       | 13,34 m | x       | 13,25 m | 13,34 m |       |
| 35   | A      | Sangoné Kandji         | Sénégal     | 12,58 m | 12,57 m | 12,82 m | 12,82 m |       |
| 36   | B      | Beatrix Szabo          | Hongrie     | 12,68 m | 12,79 m | 12,61 m | 12,79 m |       |

### Finale
| Rang               | Athlète               | Pays       | Essais  | Essais  | Essais  | Essais  | Essais  | Essais  | Marque  | Notes |
| Rang               | Athlète               | Pays       | 1       | 2       | 3       | 4       | 5       | 6       | Marque  | Notes |
| ------------------ | --------------------- | ---------- | ------- | ------- | ------- | ------- | ------- | ------- | ------- | ----- |
| Médaille d'or      | Yulimar Rojas         | Venezuela  | x       | 14,33 m | 14,26 m | x       | x       | 15,08 m | 15,08 m |       |
| Médaille d'argent  | Maryna Bekh-Romanchuk | Ukraine    | 15,00 m | 14,81 m | 14,66 m | x       | 14,87 m | x       | 15,00 m | SB    |
| Médaille de bronze | Leyanis Pérez         | Cuba       | 14,96 m | x       | 14,70 m | 14,82 m | 14,90 m | 14,83 m | 14,96 m |       |
| 4                  | Shanieka Ricketts     | Jamaïque   | 14,84 m | 14,87 m | 14,79 m | 14,73 m | 11,69 m | 14,93 m | 14,93 m | SB    |
| 5                  | Thea LaFond           | Dominique  | 14,71 m | 14,49 m | 14,57 m | x       | 14,90 m | 14,42 m | 14,90 m | NR    |
| 6                  | Liadagmis Povea       | Cuba       | 14,23 m | 14,52 m | 14,55 m | 14,87 m | 14,71 m | 14,86 m | 14,87 m | SB    |
| 7                  | Kimberly Williams     | Jamaïque   | 14,04 m | 14,08 m | 14,38 m | 13,60 m | 14,25 m | 13,89 m | 14,38 m | SB    |
| 8                  | Dariya Derkach        | Italie     | 14,36 m | x       | x       | x       | x       | x       | 14,36 m | SB    |
| 9                  | Keturah Orji          | États-Unis | 14,33 m | x       | x       |         |         |         | 14,33 m |       |
| 10                 | Ottavia Cestonaro     | Italie     | 14,05 m | x       | 13,69 m |         |         |         | 14,05 m |       |
| 11                 | Jasmine Moore         | États-Unis | x       | x       | 13,54 m |         |         |         | 13,54 m |       |
| 12                 | Tori Franklin         | États-Unis |         |         |         |         |         |         | DNS     |       |

## Légende
Records et Performances
- AR : Record continental (area record)
- CR : Record des championnats (championship record)
- MR : Record du meeting (meet record)
- NR : Record national (national record)
- OR : Record olympique (olympic record)
- PR : Record paralympique (paralympic record)
- PB : Record personnel (personal best)
- SB : Meilleure performance personnelle de la saison (season's best)
- WL : Meilleure performance mondiale de l'année (world leader)
- WJR : Record du monde junior (world junior record)
- WR : Record du monde (world record)

Circonstances et Conditions
- DNF : N'a pas terminé (did not finish)
- DNS : N'a pas pris le départ (did not start)
- DQ : Disqualification (disqualification)
- NM : Aucun essai valable enregistré (No Mark)
- Q : Qualifié « directement » au prochain tour (ou à la prochaine compétition), lors d'une compétition majeure, grâce au classement ou à la réalisation des minima (automatic qualifier)
- q : Qualifié au prochain tour (ou à la prochaine compétition), lors d'une compétition majeure, grâce au repêchage ou à la réalisation de l'une des meilleures performances parmi celles des « non qualifiés directement » (grâce au meilleur temps ou à la meilleure distance par exemple) (secondary qualifier)